# Partido Olavarría
Olavarría ist ein Partido im Zentrum der Provinz Buenos Aires in Argentinien. Laut einer Schätzung von 2019 hat der Partido 119.441 Einwohner auf 7.715 km². Der Verwaltungssitz ist die Stadt Olavarría.

## Orte
Olavarría ist in 13 Ortschaften und Städte, sogenannte Localidades, unterteilt.
- Olavarría (Verwaltungssitz)
- Sierras Bayas
- Loma Negra
- Sierra Chica
- Hinojo
- Colonia Hinojo
- Colonia San Miguel
- Espigas
- Recalde
- Villa La Serranía – Villa Mi Serranía
- Santa Luisa
- Blanca Grande
- Colonia Nievas